# 蒙塔斯特吕克德萨利
蒙塔斯特吕克-德萨利（法語：Montastruc-de-Salies，法語發音：[mɔ̃tastʁyk də sali]）是法国上加龙省的一个市镇，属于圣戈当区。

## 地理
蒙塔斯特吕克-德萨利（43°1'46"N, 0°53'35"E）面积16.12 平方千米，位于法国奧克西塔尼大區上加龙省，该省份为法国西南部内陆省份，西南端与西班牙接壤，自此顺时针与上比利牛斯省、热尔省、塔恩-加龙省、塔恩省、奥德省和阿列日省接壤。
与蒙塔斯特吕克-德萨利接壤的市镇（或旧市镇、城区）包括：阿尔巴、卡斯泰尔比亚格、尚德叙、埃斯塔当、菲加罗勒、富加龙、蒙加亚尔德萨利、鲁埃德、于罗。
蒙塔斯特吕克-德萨利的时区为UTC+01:00、UTC+02:00（夏令时）。

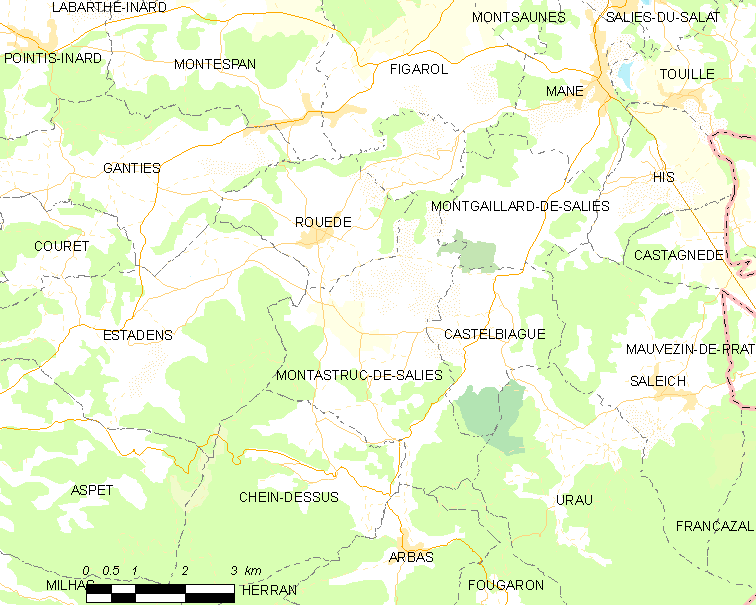
蒙塔斯特吕克-德萨利的OSM定位图

## 行政
蒙塔斯特吕克-德萨利的邮政编码为31160，INSEE市镇编码为31357。

## 政治
蒙塔斯特吕克-德萨利所属的省级选区为巴涅尔德吕雄县。

## 人口

1962-2008年间蒙塔斯特吕克-德萨利人口变化图示

蒙塔斯特吕克-德萨利于2022年1月1日时的人口数量为306人。